# Simbiogènesi
La simbiogènesi és un fenomen biològic evolutiu que es produeix quan una associació estreta i permanent entre dos organismes vius deriva, per coevolució, en un sol sistema biològic tan estrictament integrat que els seus components originals no poden existir ja de manera separada. Quan la simbiosi implica la integració evolutiva de dues cèl·lules, continguda una dins de l'altra, es parla d'endosimbiosi.
La idea original, és de Konstantín Merejkovski que, en el seu llibre Symbiogenesis and the Origin of Species (1926), proposava que els cloroplasts s'originaren a partir d'un cianobacteri capturat per un protozou. A Acquiring Genomes: A Theory of the Origins of Species, la biòloga Lynn Margulis afirmava que la simbiogènesi és una força primària de l'evolució.
La simbiogènesi és un fenomen alhora rar i important. Encara que el nombre d'episodis de simbiogènesi que ha deixat la seva empremta en els éssers vius és limitat, molts expliquen capítols fonamentals de la història de la vida a la Terra.

## Exemples de simbiogènesi
Els exemples més notables, i alhora més ben documentats, són casos d'endosimbiosi.
- Els mitocondris de les cèl·lules eucariotes són orgànuls adquirits a través de simbiogènesi. En algun moment del proterozoic alguns organismes procariotes evolucionats van començar a associar-se mitjançant endosimbiosi a altres bacteris aerobis. Aquest procés comporta l'assimilació d'un organisme dins d'un altre fent possible per a la cèl·lula hoste adquirir una forma de metabolisme degradatiu, la respiració aeròbica, que és més eficaç en la degradació delsaliments obtinguts per endocitosi. Amb el pas del temps, l'organisme endosimbiont va anar tornant-ne més i més depenent del seu hoste fins a convertir-se, de facto, en una part més d'aquest: els mitocondris. Aquesta és una de les raons per les quals els mitocondris són dels pocs orgànuls cel·lulars que tenen un genoma propi, que és l'ADN mitocondrial.[2]
- Els plasts es van incorporar més tard, per simbiosi d'un cianobacteri i un protist flagel·lat unicel·lular, del qual han derivat després les algues vermelles, les algues verdes i les plantes. D'aquesta manera va ser adquirit per un eucariota el tipus de metabolisme que anomenem fotosíntesi oxigènica, constituint les primeres algues eucariòtiques. La resta dels eucariotes fotosintetitzadors (per exemple, algues brunes o euglenes) van adquirir al seu torn aquesta condició pel mateix sistema, però adoptant com endosimbiont una alga vermella o una alga verda unicel·lulars.[3]
- L'endosimbiosi està present en l'origen d'altres orgànuls, com és el cas dels hidrogenosomes. També s'ha suggerit que l'origen de cilis i flagels va poder ser simbiogenètic, encara que fins ara sense proves.[3]

Un cas molt important, però respecte al qual no existeix acord, és el de l'origen de la cèl·lula eucariota per la unió d'un arqueu i un bacteri.
Altres casos notables per la seva importància per a la invasió dels continents per una vida originalment marina els ofereixen els líquens i les micorrizes. Els líquens són sistemes fotoautòtrofs formats per simbiosi entre un fong, en el miceli del qual es basa l'anatomia del liquen, i una alga verda unicel·lular o un cianobacteri; com no depenen del substrat per a la seva nutrició, són pioners capaços d'ocupar els primers ambients prèviament sense vida. Les micorrizes són consorcis de fongs amb les arrels de les plantes, presents en la majoria de les espècies, sense la col·laboració de les quals en l'obtenció de nutrients és dubtós que les primeres plantes haguessin pogut colonitzar la terra ferma.

## Controvèrsia actual
Per què es va produir la simbiogènesi en el moment que es va donar, i no abans ni després, és una qüestió molt discutida encara avui per la comunitat científica. Les teories més recents especulen que va poder ser l'enorme pressió selectiva a què es van veure sotmesos els organismes durant el proterozoic, a causa dels repetits episodis de bola de neu. Aquests van ser grans glaciacions generalitzades que no van deixar cap racó del globus sense congelar.